# Rio Capivari (vattendrag i Brasilien, Paraná, lat -24,67, long -50,43)
Rio Capivari är ett vattendrag i Brasilien.   Det ligger i delstaten Paraná, i den södra delen av landet, 1 000 km söder om huvudstaden Brasília.
Trakten runt Rio Capivari består till största delen av jordbruksmark. Runt Rio Capivari är det mycket glesbefolkat, med 4 invånare per kvadratkilometer.